# Adenilosukcinat
Adenilosukcinat je intermedijer u interkonverziji purinskih nukleotida inozin monofosfata (IMP) i adenozin monofosfata (AMP). Enzim adenilosukcinatna sintaza posreduje reakciju adicije aspartata na IMP uz input energije iz fosfoanhidridne veze u obliku guanozin trifosfata (GTP). GTP se koristi umesto adenozin trifosfata (ATP), tako da reakcija nije zavistna od svojih produkata.